# Blieschow (Lancken-Granitz)

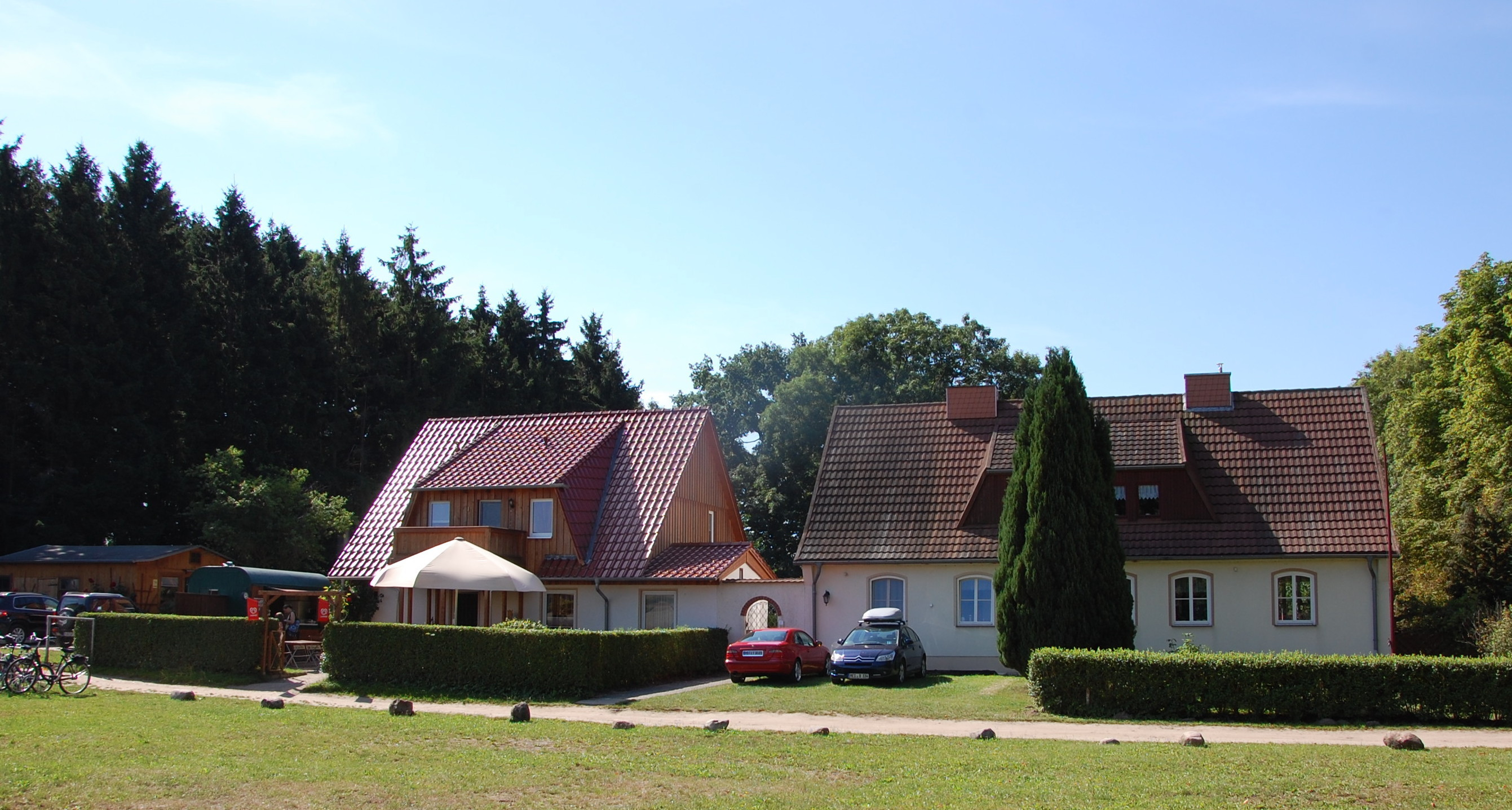
Häuser südlich des Haltepunktes des Rasenden Rolands

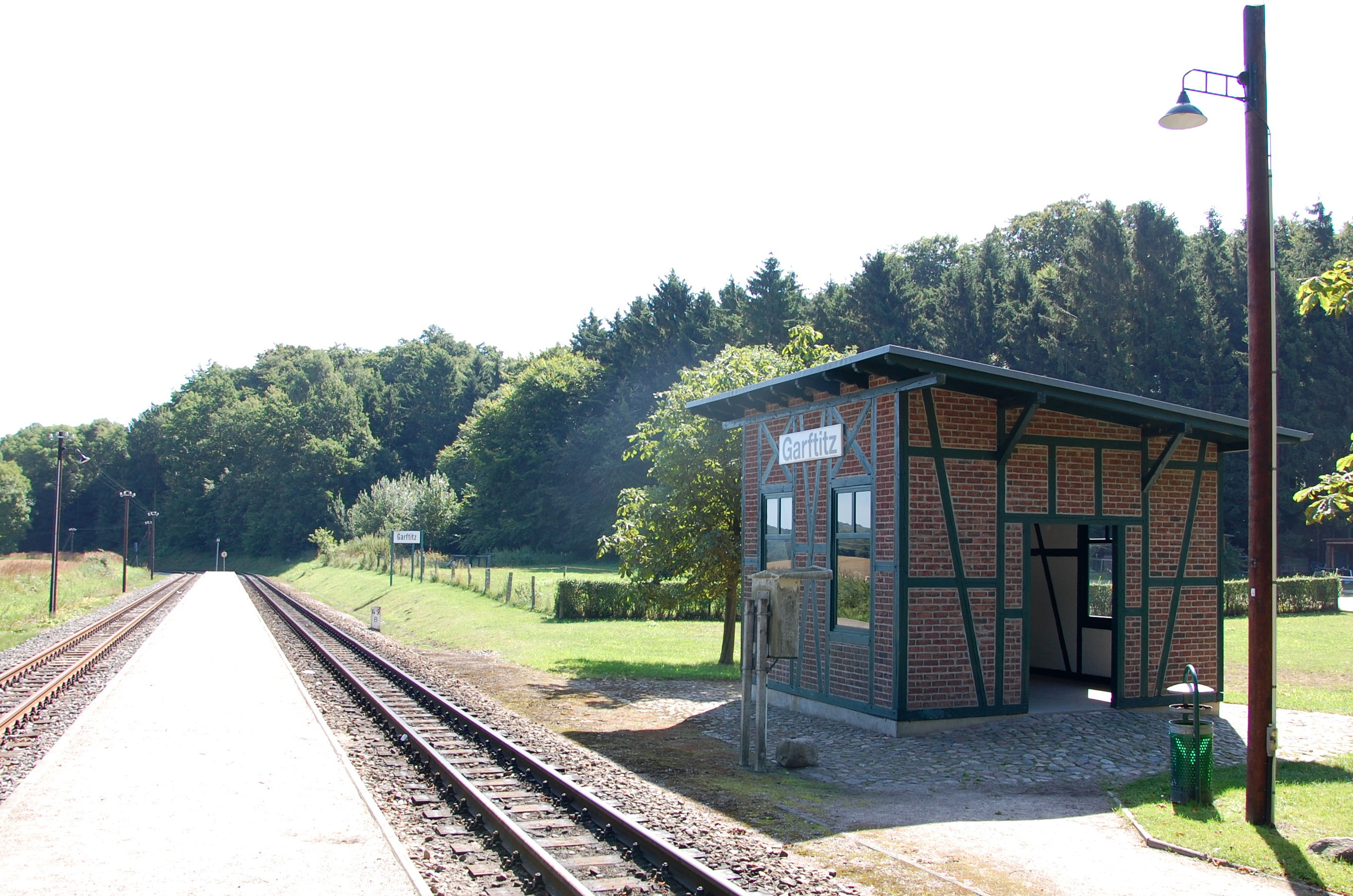
Haltepunkt Garftitz

Blieschow ist ein Ortsteil der Gemeinde Lancken-Granitz im Landkreis Vorpommern-Rügen in Mecklenburg-Vorpommern auf der Insel Rügen.

## Lage
Blieschow liegt etwa einen Kilometer nördlich von Lancken-Granitz am südlichen Rand des Waldgebietes Granitz. Mit Lancken-Granitz verbindet Blieschow eine grade, mit Kopfsteinpflaster belegte Allee. Im Ort befindet sich der Haltepunkt Garftitz der Schmalspurbahn Rasender Roland. Nordwestlich des Orts erhebt sich das Jagdschloss Granitz. Südwestlich der Ortslage befinden sich die Hügelgräber Blieschow.

## Geschichte
Der Name Blieschow wird vom slawischen Blitzkow abgeleitet und mit Ort eines Blizk gedeutet. Im Jahr 1318 gelangte der Ort in den Besitz des Hauses Putbus und gehörte zum weiter südlich gelegenen Garftitz. Ein Holzkrug wurde für Blieschow im Jahr 1490 erwähnt. Weitere Erwähnungen erfolgten im 15. und 16. Jahrhundert und betrafen Rentenverkäufe. 1592 war der Ort zur Wüstung geworden, 1664 lebten im Dorf jedoch wieder zwei Kossaten.

## Wirtschaft
Südlich des Haltepunkts Garftitz befindet sich eine gastronomische Einrichtung.